# Concili Provincial Tarraconense
El Concili Provincial Tarraconense va ser una reunió convocada per la Conferència Episcopal Tarraconense dels bisbes amb seu a Catalunya que es va celebrar del 21 de gener al 4 de juny del 1995 per aprofundir en les propostes del Concili Vaticà II.
La inauguració i clausura es van fer a la Catedral de Tarragona i les sessions conciliars ordinàries al Casal Borja de Sant Cugat del Vallès. Les 170 resolucions d'aquest concili, articulades en quatre capítols sobre l'evangelització, els sagraments, la pobresa i la coordinació entre les diòcesis, es van lliurar al papa Joan Pau II el 12 de juliol del mateix 1995, i el Vaticà hi va donar el vistiplau el maig del 1996.
Durant els debats, el bisbe de Solsona, Antoni Deig, va exposar que la unitat pastoral de Catalunya s'hauria de concretar en la creació de la Conferència Episcopal Catalana, que no necessàriament hauria de trencar amb l'Església espanyola.
El juny del 2005 es va celebrar el desè aniversari del concili provincial amb una nova reunió dels bisbes amb seu a Catalunya, religiosos, religioses, laics i laiques de les parròquies i bisbats catalans per a valorar i redefinir les propostes que es van aprovar. El papa Benet XVI va animar a posar en pràctica les conclusions del concili en una salutació als participants en la reunió.
Amb motiu del 25è aniversari del Concili, l'any 2020, es publica el llibre commemoratiu Als 25 anys del Concili Tarraconense. Amb fidelitat i amb llibertat, juntament amb la reedició de les conclusions dels Concili.
Els bisbes que van promulgar el Concili van ser:
- Ramon Torrella Cascante, arquebisbe metropolità de Tarragona i primat, president del Concili Provincial Tarraconense
- Ricard Maria Carles i Gordó, cardenal arquebisbe de Barcelona, copresident del Concili Provincial Tarraconense
- Narcís Jubany Arnau, cardenal arquebisbe emèrit de Barcelona
- Lluís Martínez Sistach, bisbe de Tortosa, secretari de la Tarraconense
- Ramon Malla Call, bisbe de Lleida
- Josep Maria Guix i Ferreres, bisbe de Vic
- Joan Martí i Alanis, bisbe d'Urgell
- Jaume Camprodon i Rovira, bisbe de Girona
- Antoni Deig Clotet, bisbe de Solsona
- Ramon Daumal i Serra, bisbe auxiliar emèrit de Barcelona
- Joan Carrera Planas, bisbe auxiliar de Barcelona
- Pere Tena i Garriga, bisbe auxiliar de Barcelona
- Jaume Traserra Cunillera, bisbe auxiliar de Barcelona
- Joan Enric Vives Sicília, bisbe auxiliar de Barcelona
- Carles Soler i Perdigó, bisbe auxiliar de Barcelona, Secretari general del Concili Provincial Tarraconense